# Jessica Caro
Jessica Caro (Cali, 20 de julio de 1988) es una futbolista colombiana. Juega en la posición de centrocampista de la selección nacional de fútbol colombiano y en el equipo América de Cali.

## Selección nacional
Su debut en la selección Colombia lo hizo en el marco de la Copa América Femenina 2018. También participó en los Juegos Panamericanos de 2019 disputados en Perú obteniendo la medalla de oro.

## Clubes
| Club                    | País     | Año         |
| ----------------------- | -------- | ----------- |
| Generaciones Palmiranas | Colombia | - 2016      |
| Cortuluá                | Colombia | 2017 - 2019 |
| América de Cali         | Colombia | 2019 - 2024 |

## Palmarés

### Títulos internacionales
| Título               | Equipo                         | Sede | Año  |
| -------------------- | ------------------------------ | ---- | ---- |
| Juegos Panamericanos | Selección femenina de Colombia | Perú | 2019 |